# Laura Torres (actriz, 1967)
Laura Torres (Ciudad de México, 15 de agosto de 1967) es una actriz de doblaje, directora, locutora y cantante mexicana.
En la lista de los personajes notables que ella ha interpretado se incluye a Gokū, Gohan y Goten cuando eran niños en la serie y películas Dragon Ball, Shinnosuke Nohara en Crayon Shin-chan, Nobita Nobi en Doraemon, Martin Prince en Los Simpson y Tommy Pickles en Rugrats.,también fue la voz de Gabrielle de la serie xena la princesa guerrera, la voz de prue  en la serie charmed (hechiceras).

## Biografía
Estudió actuación en el Sacramento City College, en la escuela Virginia Fábregas y en el Ensamble Teatral Mexicano.